# Brassenx
Le Brassenx [bʁa.sɛ̃ŋs] est un petit « pays » du département français des Landes. Il est constitutif de la Haute-Lande, occupant la partie centrale des Landes de Gascogne. 

## Présentation
L'appellation historique de Brassenx n'est, de nos jours, plus guère usitée.

### Géographie
Le Brassenx englobe le territoire des communes d'Arengosse, d'Arjuzanx et de Morcenx. Sa capitale historique est Arjuzanx et sa ville principale est aujourd'hui Morcenx. Ce petit pays est le trait d'union entre la Grande Lande, dont il est constitutif, et les pays de l'Adour landais. Son sol se compose d'argiles et sables tertiaires.

### Étymologie
Nom d'homme gallo-romain : Braccius + suffixe pré-celtique -incum.

### Histoire
Le Brassenx est une ancienne baronnie. Pendant l'union anglo-gasconne, Arjuzanx en devient la capitale. Le roi Édouard III  publie en 1338 ses fors et coutumes du Brassenx.
Jusqu'au milieu du XIXe siècle, l'économie du Brassenx repose sur le système agro-pastoral dans les Landes de Gascogne. La loi du 19 juin 1857, voulue par Napoléon III, entraîne l'assainissement et la mise en valeur du territoire. Autre facteur de développement et de désenclavement, le tracé de la ligne internationale de train reliant Bordeaux à l'Espagne traverse le Brassenx. La gare de Morcenx est construite en dehors du bourg et le quartier de Morcenx-gare est ainsi créé, ex nihilo, selon un plan orthogonal, à peu près à la même époque que la création du domaine impérial de Solférino. Enfin, en 1958 débute l'exploitation d'une mine de lignite sur le site d'Arjuzanx alimentant une centrale thermique d'Électricité de France. Tous ces facteurs de développement vont un à un s'éteindre : le gemmage prend fin dans les Landes en 1990, la centrale EDF est démantelée en 1992 et les TGV traversent généralement la gare sans s'y arrêter.